# Helina nitida
Helina nitida este o specie de muște din genul Helina, familia Muscidae. A fost descrisă pentru prima dată de Macquart în anul 1851. Conform Catalogue of Life specia Helina nitida nu are subspecii cunoscute.